# Liga Premier Nacional de Jamaica 2016-17
La Premier League Nacional de Jamaica 2016-17 será la edición número 43 de la Liga Premier Nacional de Jamaica. La temporada comenzó el 4 de septiembre de 2016 y terminará en mayo de 2017. Montego Bay United es el campeón defensor.

## Formato
En el torneo participarán 12 equipos que jugarán tres veces entre sí mediante el sistema todos contra todos, totalizando 33 partidos cada uno. Al término de las 33 jornadas los seis primeros clasificados pasarán a jugar los play-offs donde el club campeón junto al subcampeón, de cumplir con los requisitos establecidos, podrían participar en el Campeonato de Clubes de la CFU 2017. Por otra parte, los últimos clasificados descenderán a sus ligas de origen.

## Equipos participantes
| Pos.    | Equipo             | Ciudad      | Estadio                      | Capacidad |
| ------- | ------------------ | ----------- | ---------------------------- | --------- |
| Cam.    | Montego Bay United | Montego Bay | Catherine Hall Stadium       | 8000      |
| Sub.    | Portmore United    | Kingston    | Ferdie Neita Sports Complex  | 3000      |
| Sem. F. | Arnett Gardens     | Kingston    | Anthony Spaulding Complex    | 7000      |
| Sem. F. | Humble Lions       | Clarendon   | Effortville Community Centre | 1000      |
| 5       | UWI FC             | Kingston    | UWI Bowl                     | 2000      |
| 6       | Harbour View       | Kingston    | Harbour View Stadium         | 7000      |
| 7       | Tivoli Gardens     | Kingston    | Railway Oval                 | 3000      |
| 8       | Boys' Town         | Kingston    | Collie Smith Drive Complex   | 2000      |
| 9       | Waterhouse         | Kingston    | Waterhouse Stadium           | 5000      |
| 10      | Reno FC            | Savannah    | Frome                        | 2000      |
| LR      | Jamalco FC         | Clarendon   | Wembley Centre of Excellence | 1000      |
| LR      | Maverley Hughenden | Kingston    | Constant Spring Stadium      | 3000      |

### Ascensos y descensos
| Pos. | Ascendidos de Ligas regionales |
| ---- | ------------------------------ |
| LR   | Jamalco FC                     |
| LR   | Maverley Hughenden             |

| Pos. | Descendidos de Liga Premier Nacional 2015-16 |
| ---- | -------------------------------------------- |
| 11   | Cavalier SC                                  |
| 12   | Rivoli United FC                             |

## Tabla de posiciones
Actualizado el 14 de octubre de 2016.
| Pos. | Equipo             | PJ | PG | PE | PP | GF | GC | DG  | Pts. | Clasificado a              |
| ---- | ------------------ | -- | -- | -- | -- | -- | -- | --- | ---- | -------------------------- |
| 1    | Humble Lions       | 33 | 17 | 10 | 6  | 44 | 21 | +23 | 61   | Semifinales de play-offs   |
| 2    | UWI FC             | 33 | 17 | 8  | 8  | 42 | 28 | +14 | 59   | Semifinales de play-offs   |
| 3    | Montego Bay United | 33 | 16 | 8  | 9  | 39 | 26 | +13 | 56   | Primera ronda de play-offs |
| 4    | Portmore United    | 33 | 14 | 13 | 6  | 43 | 30 | +13 | 55   | Primera ronda de play-offs |
| 5    | Tivoli Gardens     | 33 | 17 | 4  | 12 | 44 | 34 | +9  | 55   | Primera ronda de play-offs |
| 6    | Arnett Gardens     | 33 | 13 | 7  | 13 | 47 | 46 | +1  | 46   | Primera ronda de play-offs |
| 7    | Reno FC            | 33 | 10 | 9  | 14 | 28 | 34 | −6  | 39   |                            |
| 8    | Waterhouse FC      | 33 | 10 | 7  | 16 | 26 | 32 | −6  | 37   |                            |
| 9    | Harbour View FC    | 33 | 9  | 9  | 15 | 31 | 45 | −14 | 36   |                            |
| 10   | Boys' Town FC      | 33 | 10 | 6  | 17 | 35 | 56 | −21 | 36   |                            |
| 11   | Marveley Hughenden | 33 | 7  | 14 | 12 | 26 | 36 | −10 | 35   | Ligas Regionales           |
| 12   | Jamalco FC         | 33 | 9  | 3  | 21 | 29 | 47 | −18 | 30   | Ligas Regionales           |

## Play-offs
Actualizado el 14 de octubre de 2016.

### Primera ronda
| Local             | Resultado | Visitante          | Fecha               | Estadio                   |
| ----------------- | --------- | ------------------ | ------------------- | ------------------------- |
| Tivoli Gardens    | 1-1       | Portmore United    | 23 de abril de 2017 | Railway Oval              |
| Arnett Gardens FC | 1-1       | Montego Bay United | 24 de abril de 2017 | Anthony Spaulding Complex |

| Local              | Resultado | Visitante         | Fecha               | Estadio                    |
| ------------------ | --------- | ----------------- | ------------------- | -------------------------- |
| Portmore United    | 2-1       | Tivoli Gardens    | 30 de abril de 2017 | Ferdi Neita Sports Complex |
| Montego Bay United | 1-2       | Arnett Gardens FC | 1 de mayo de 2017   | Jarrett Park               |

### Semifinales
| Local             | Resultado | Visitante       | Fecha             | Estadio                    |
| ----------------- | --------- | --------------- | ----------------- | -------------------------- |
| Portmore United   | 1-2       | UWI FC          | 7 de mayo de 2017 | Ferdi Neita Sports Complex |
| Arnett Gardens FC | 2-1       | Humble Lions FC | 8 de mayo de 2017 | Anthony Spaulding Complex  |

| Local           | Resultado | Visitante         | Fecha              | Estadio                                |
| --------------- | --------- | ----------------- | ------------------ | -------------------------------------- |
| Humble Lions FC | 0-1       | Arnett Gardens FC | 21 de mayo de 2017 | Effortville Community Centre (May Pen) |
| UWI FC          | 0-2 (Pr)  | Portmore United   | 28 de mayo de 2017 | UWI Bowl                               |

### Final
| Local             | Resultado | Visitante       | Fecha             | Estadio           |
| ----------------- | --------- | --------------- | ----------------- | ----------------- |
| Arnett Gardens FC | 2-1       | Portmore United | 1 de mayo de 2017 | Independence Park |

Arnett Gardens FC

Campeón